# Pleuronectes
Pleuronectes é um género de peixe da família Pleuronectidae.
Este género contém as seguintes espécies:
- Pleuronectes ferrugineus
- Pleuronectes platessa
- Pleuronectes quadrituberculatus